# M1 (автодорога, Ирландия)

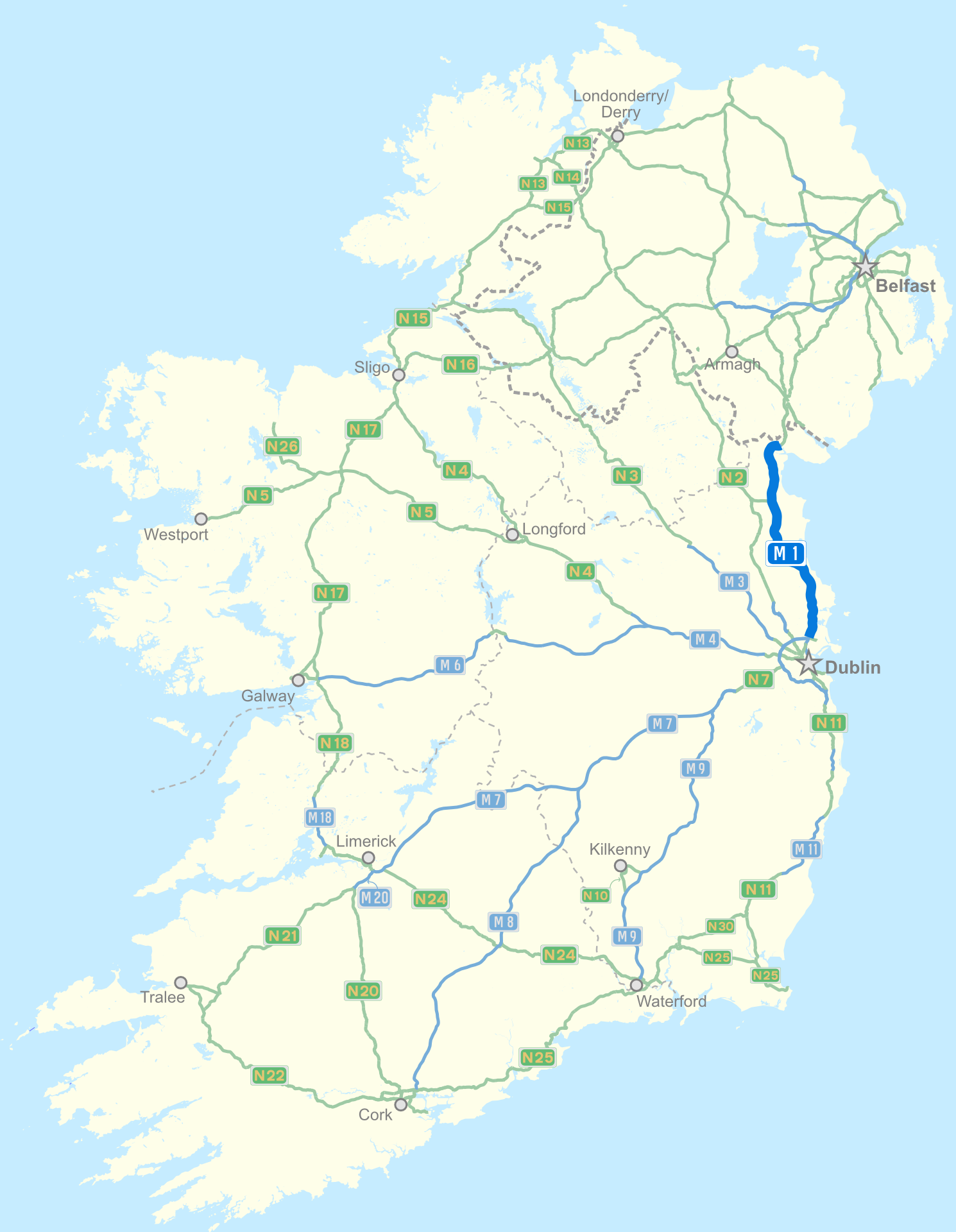
Маршрут дороги

M1 (ирл. Mótarbhealach M1) — ирландская автотрасса, ведущая из Дублина в Баллимасканлан. Является частью европейского маршрута E01 и государственной первичной дороги N1.

## Список съездов
Ниже приведён список официальной схемы.
| M1                                                   |             |                                                                                      |
| Северные съезды                                      | Пересечение | Южные съезды                                                                         |
| Начало трассы                                        | 1           | Малахайд (N32), все пути (M50 Дорога продолжается как M50 в Дублин и Дублинский порт |
| Дублинский аэропорт, Сордс (R132)                    | 2           | Дублинский аэропорт, Сордс (R132)                                                    |
| Сордс (R125)                                         | 3           | нет съезда                                                                           |
| Скеррис, Раш (R132)                                  | 4           | Сордс, Малахайд (R132 R126)                                                          |
| Lusk services                                        | Заправка    | Lusk services                                                                        |
| Балбригган (R132)                                    |             | Ласк, Раш (R132)                                                                     |
| Балбригган, Нол (R132)                               |             | Балбригган, Нол (R132)                                                               |
| Джулианстаун, Дроэда-юг (R132)                       |             | Джулианстаун, Дроэда-юг (R132)                                                       |
| Плата                                                |             |                                                                                      |
| Дроэда, Дулик (R152)                                 |             | нет съезда                                                                           |
| Дроэда, Донор                                        |             | Дроэда, Донор                                                                        |
| Дроэда-север, Ан-Уавь (N51)                          |             | Дроэда-север, Ан-Уавь (N51)                                                          |
| нет съезда                                           |             | Монастербойс (R132)                                                                  |
| Данлир, Коллон (R169)                                |             | Данлир, Коллон (R169)                                                                |
| Данлир, Dromin (R170)                                |             | нет съезда                                                                           |
| Арди, Дерри (N33)                                    |             | Арди, Дерри (N33)                                                                    |
| Каслбеллингем, Талланстаун (R166)                    |             | Каслбеллингем, Талланстаун (R166)                                                    |
| Каслбеллингем Services                               | Services    | Каслбеллингем Services                                                               |
| Дандолк, Маллингар (N52)                             |             | Дандолк, Маллингар (N52)                                                             |
| Каслблейни, Дандолк (N53)                            |             | Каслблейни, Дандолк (N53)                                                            |
| Дандолк, Баллимасканлан (N52)                        |             | Дандолк, Баллимасканлан (N52)                                                        |
| N1                                                   |             |                                                                                      |
| Северные съезды                                      | Пересечение | Южные съезды                                                                         |
| нет съезда                                           |             | Рейвенсдейл (R132)                                                                   |
| Джонсборо                                            |             | Джонсборо, Карриккарнан (R132), таможня                                              |
| въезд в Северную Ирландию Дорога продолжается как A1 | —           | въезд в Республику Ирландия Дорога продолжается как N1                               |

## Придорожное искусство
Согласно схеме Percentage For Arts Scheme, 1 % тот бюджета строительства выделяется на придорожное искусство (с потолком в 63 000 евро). Местные власти выбирают тему и несут ответственность за ввод в эксплуатацию произведений, как правило, путём открытого конкурса. На M1 в рамках этой программы в районе Балбриггана расположены три вытесанных их камня улья — по мотивам легенды о пчеловоде святом Молахе, и трёхметровый бык, символизирующий быка из «Похищения быка из Куальнге».